# Villargordo del Cabriel
Villargordo del Cabriel és un municipi del País Valencià que es troba a la comarca de la Plana d'Utiel.

## Geografia
El municipi està situat en l'extrem occidental de la comarca de la Plana d'Utiel. El nucli urbà s'assenta sobre un petit pujol, en el lloc on acaben els camps conreats de l'altiplà i comença la zona muntanyenca. El seu relleu es defineix com de transició entre la plana suaument ondada i la vall de forts pendents i canons, destacant l'enorme depressió del Cabriel, ací deguda a un potent aflorament triàsic (Keuper) que ha sigut buidat per l'erosió de les rambles de Canalejas i de la Terzaga.
El riu Cabriol tanca el terme municipal per la part occidental, i serveix de frontera amb les terres castellanes. La població es troba edificada sobre un xicotet pujol en el lloc on acaben els camps conreats de l'altiplà i comença la zona muntanyenca.
Limita amb els termes municipals de Camporrobles, Fuenterrobles i Venta del Moro (a la mateixa comarca); amb Mira i Minglanilla (a la província de Conca).

### Nuclis
- Villargordo del Cabriel
- Contreras

## Història
Les restes més antigues que l'home ha deixat en les terres que en l'actualitat formen aquest terme municipal pertanyen a l'edat del bronze i, gairebé amb absoluta seguretat a la cultura del Bronze Valencià, es troben en la cova de Mulatillas.
En 1747 el municipi va aconseguir independitzar-se de Requena després del pagament de 90.000 reals, la qual cosa va comportar així mateix un canvi de denominació, ja que fins llavors es coneixia com a Villargordo de Requena. Durant la Guerra de la Independència Espanyola Villargordo va patir les accions bèl·liques, fins al punt de quedar pràcticament despoblat després de diferents batalles com la del Pajazo.
Municipi històricament castellà, fins a començaments del segle xix va pertànyer a la província de Conca. En 1851 entrà dins de la jurisdicció provincial de València, ja que en 1833, per haver pertangut al regne de Castella, va quedar emmarcada, com la resta de la comarca, en la de Conca.

## Demografia
| 1990 | 1992 | 1994 | 1996 | 1998 | 2000 | 2002 | 2004 | 2006 | 2007 | 2014 |
| ---- | ---- | ---- | ---- | ---- | ---- | ---- | ---- | ---- | ---- | ---- |
| 852  | 803  | 770  | 739  | 694  | 719  | 702  | 719  | 676  | 664  | 654  |

## Economia
La seua base econòmica radica en l'agricultura de secà, a la qual cal afegir les fàbriques de ciment i electricitat de Contreras. Dintre del cultiu de secà els cultius predominants són la vinya i l'ametler. En el regadiu es cullen fruites i hortalisses. En l'actualitat la fàbrica de ciment està tancada, però l'economia s'ha reactivat en obrir-se dues àrees de servei en l'Autovia A-3, un càmping i diverses cases rurals.
La ramaderia consisteix en bestiar de llana i granges avícoles i porcines.

## Política i govern

### Composició de la Corporació Municipal
El Ple de l'Ajuntament està format per 7 regidors. En les eleccions municipals de 26 de maig de 2019 foren elegits 3 regidors del Partit Popular (PP), 2 de Somos Villargordo (SV) i 2 del Partit Socialista del País Valencià (PSPV-PSOE).
| Eleccions municipals de 26 de maig de 2019 - Villargordo del Cabriel                                              |                                          |                                     |                                     |      |          |          |
| Candidatura | Candidatura                              | Candidatura                         | Cap de llista                       | Vots | Vots     | Regidors |
| | Partit Popular                           |                                     | Francisco Nuévalos López            | 165  | 39,29%   | 3 (-2)   |
| | Somos Villargordo                        |                                     | Carmen Suárez Pérez                 | 146  | 34,76%   | 2 (+2)   |
| | Partit Socialista del País Valencià-PSOE |                                     | Juan Carlos Martínez Rodríguez      | 105  | 25,00%   | 2 ()     |
| | Vots en blanc                            |                                     |                                     | 4    | 0,95%    |          |
| Total vots vàlids i regidors                                                                                      | Total vots vàlids i regidors             | Total vots vàlids i regidors        | Total vots vàlids i regidors        | 420  | 100 %    | 7        |
| | Vots nuls                                | Vots nuls                           | Vots nuls                           | 8    | 1,87%    |          |
| Participació (vots vàlids més nuls)                                                                               | Participació (vots vàlids més nuls)      | Participació (vots vàlids més nuls) | Participació (vots vàlids més nuls) | 428  | 89,35%** |          |
| Abstenció | Abstenció                                | Abstenció                           | Abstenció                           | 51*  | 10,65%** |          |
| Total cens electoral                                                                                              | Total cens electoral                     | Total cens electoral                | Total cens electoral                | 479* | 100 %**  |          |
| Alcaldessa: Carmen Suárez Pérez (SV) (15/06/2019)                                                                 |                                          |                                     |                                     |      |          |          |
| Fonts: JEC, JEZ Requena, Periòdic Ara. (* No són vots sinó electors. ** Percentatge respecte del cens electoral.) |                                          |                                     |                                     |      |          |          |

### Alcaldia
Des de 2019 l'alcaldessa de Villargordo del Cabriel és Carmen Suárez Pérez, de Somos Villargordo (SV).
| Període                       | Alcalde o alcaldessa     | Partit polític | Data de possessió | Observacions |
| ----------------------------- | ------------------------ | -------------- | ----------------- | ------------ |
| 1979–1983                     | Lorenzo Guaita Albalate  | PCE            | 19/04/1979        | --           |
| 1983–1987                     | Lorenzo Guaita Albalate  | PSPV-PSOE      | 28/05/1983        | --           |
| 1987–1991                     | Lorenzo Guaita Albalate  | PSPV-PSOE      | 30/06/1987        | --           |
| 1991–1995                     | Lorenzo Guaita Albalate  | PSPV-PSOE      | 15/06/1991        | --           |
| 1995–1999                     | Lorenzo Guaita Albalate  | PSPV-PSOE      | 17/06/1995        | --           |
| 1999–2003                     | Lorenzo Guaita Albalate  | PSPV-PSOE      | 03/07/1999        | --           |
| 2003–2007                     | Lorenzo Guaita Albalate  | PSPV-PSOE      | 14/06/2003        | --           |
| 2007–2011                     | Lorenzo Guaita Albalate  | PSPV-PSOE      | 16/06/2007        | --           |
| 2011–2015                     | Francisco Nuévalos López | PP             | 11/06/2011        | --           |
| 2015–2019                     | Francisco Nuévalos López | PP             | 13/06/2015        | --           |
| 2019-2023                     | Carmen Suárez Pérez      | SV             | 15/06/2019        | --           |
| Des de 2023                   | n/d                      | n/d            | 17/06/2023        | --           |
| Fonts: Generalitat Valenciana |                          |                |                   |              |

## Llocs d'interés
- Església parroquial de Sant Roc: Del segle xviii, encara que ampliada posteriorment, està construïda en estil neoclàssic. Sobre la seua primitiva espadanya es va afegir l'actual campanar, de planta quadrada.2 A l'exterior s'aprecia la cúpula sobre anell amb llanterna, que cau sobre el creuer. La teulada és a dues aigües. L'interior de nau única amb cinc trams. Els tres primers són iguals, sent la cambra de major amplària i el cinquè el més reduït de tots. Conserva una interessant imatge de Santa Cecilia del segle xviii i un llenç de la Verge del Carmen del segle xix.[6]
- Parc Natural de les Gorges del Cabriol. Es tracta d'un territori abrupte i aïllat que està protegit a banda i banda del riu, tant al costat valencià com al vessant castellanomanxec. Les formes sinuoses del barranc completen un paisatge únic al País Valencià que a la comarca anomenen Los Cuchillos. Aquestes gorges són originades per l'erosió de les parts més blanes de la roca que generen espectaculars crestes verticals.[1]
- Torre de telegrafia òptica de Villargordo del Cabriol.
- Pont de Contreras. Es va construir entre 1845 i 1851 segons els plànols de l'enginyer Lucio del Valle, com a part de les infraestructures de la nova carretera Madrid-València, precursora de les actuals N-III i A-3. El pont, amb set arcs i més de 30 metres d'altura, és una de les obres més impressionants de la seua època.[7]